# Vattiyoorkavu
Vattiyoorkavu es una ciudad censal situada en el distrito de Thiruvananthapuram en el estado de Kerala (India). Su población es de 47187 habitantes (2011). Se encuentra a 7 km de Thiruvananthapuram y a 67 km de Kollam.

## Demografía
Según el censo de 2011 la población de Vattiyoorkavu era de 47187 habitantes, de los cuales 23116 eran hombres y 24071 eran mujeres. Vattiyoorkavu tiene una tasa media de alfabetización del 95,34%, superior a la media estatal del 94%: la alfabetización masculina es del 96,85%, y la alfabetización femenina del 93,91%.